# Yaho

Yaho är en jordbrukskommun i provinsen Balé i södra Burkina Faso. Kommunen, tillika departement, har fått namn efter huvudstaden Yaho och innefattar totalt 10 byar på en yta av 400 km². I augusti 2009 hade Yaho 16 424 invånare.
Borgmästaren i Yaho sedan 2006 är Zounkata Tuina, en arkitekt utbildad på Chalmers i Göteborg. För närvarande[när?] arbetar kommuninvånarna med millenniemålen. Ett projekt man hoppas kunna genomföra inom en snar framtid är att bygga en damm som skulle ge bevattning till jordbruksområden längs Püsa-floden och dessutom förse befolkningen med fisk. 

## Städer och byar
Största byarna i kommunen är (augusti 2009):

- Yaho  	(4 500 invånare) (huvudort i kommunen)
- Bondo 	(1 625 invånare)
- Fobiri  	(1 818 invånare)
- Grand-Balé	(90 invånare)
- Kongoba	(624 invånare)
- Madou  	(1 823 invånare)
- Mamou	        (3 526 invånare)
- Maoula	(638 invånare)
- Mina	        (650 invånare)
- Mouni	        (1 130 invånare)